# Adera
Pour l’article ayant un titre homophone, voir Hadera.
Pour plus de détails, voir Fiche technique et Distribution.
Adera est un long métrage réalisé en 2009 par le réalisateur éthiopien Nega Tariku. Le film relate la vie difficile d’une mère de deux enfants en Afrique du Sud.  

## Synopsis
Mariam, réfugiée éthiopienne à Johannesbourg, peine à subvenir aux besoins de ses deux enfants. À quatre mille kilomètres de là, Tiru et Fre, un couple d'Éthiopiens fortunés d’Addis-Abeba, se désespèrent de n’avoir pas d’enfants. Biru, un homme d'affaires cupide aux intentions malveillantes, se propose de les aider à adopter un bébé. 
Par un enchaînement d'événements inattendus, Marlam devient mère porteuse pour Tiru et Fre. Cette décision scelle leur sort à celui de Biru.

## Fiche technique
- Titre : Adera
- Pays Concerné : Afrique du Sud
- Réalisateur : Nega Tariku
- Pays du réalisateur : Éthiopie
- Langue : anglais et amharique sous-titré
- Durée : 107 minutes
- Année : 2009
- Genre : drame
- Type : fiction
- Couleur / N&B : couleur
- Format : vidéo
- Équipe producteur : Pascal Schmitz